# 台北富邦商業銀行
台北富邦商業銀行，簡稱台北富邦銀行、北富銀，為臺灣的大型商業銀行之一，台北富邦銀行在韓國首爾設立辦事處。隸屬於富邦金控旗下，2005年1月1日由台北銀行及富邦商業銀行合併成立。

## 歷史
- 台北富邦銀行的前身分別為台北銀行（Taipei Bank）和富邦商業銀行（Fubon Bank）。
- 北富銀總行設於臺灣臺北市大安區仁愛路四段169號富邦金融中心1樓，但營業部仍位於臺灣臺北市中山區中山北路二段50號「台北富邦銀行中山大樓」（原台北銀行大廈）。

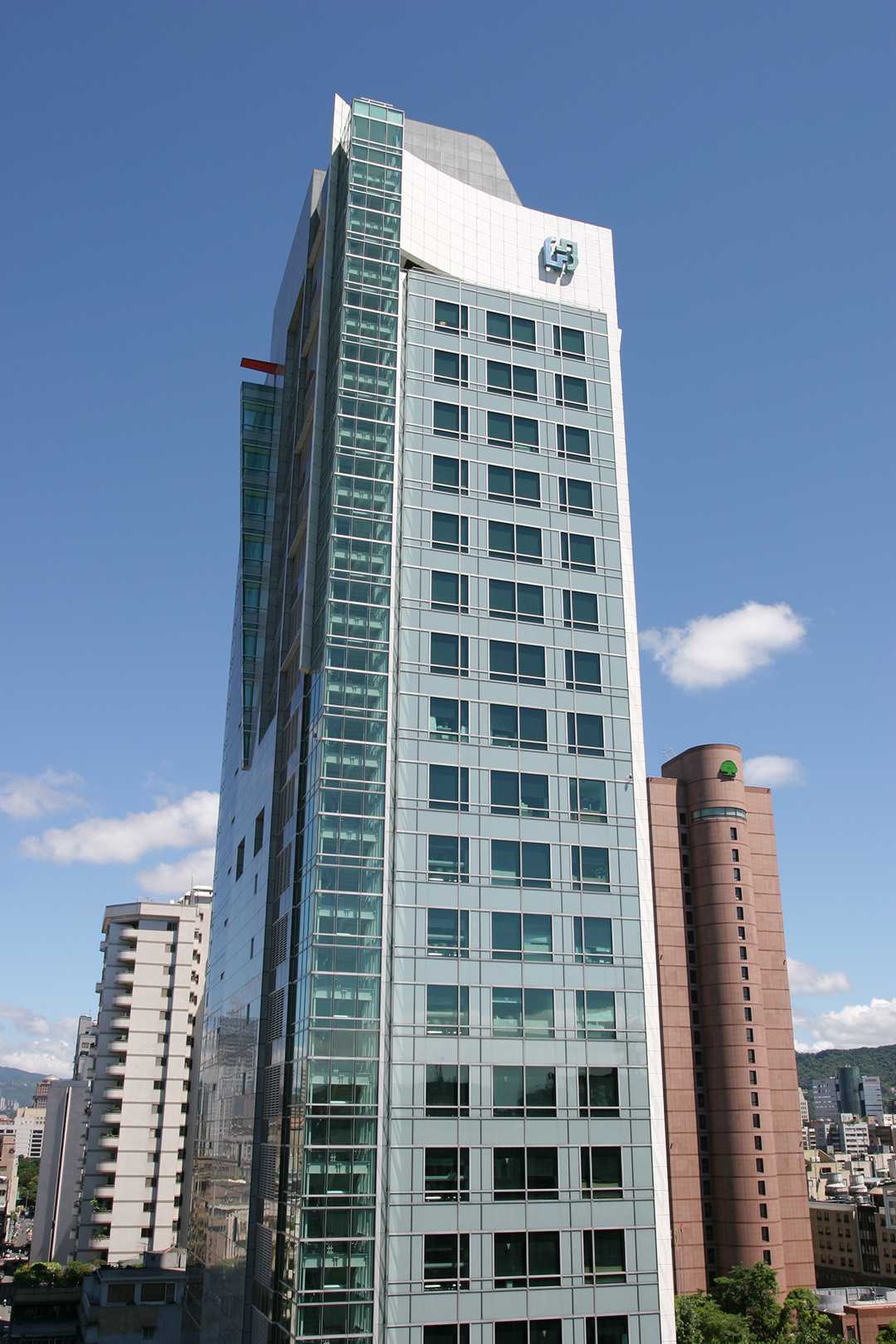
富邦金融中心大樓（總行）

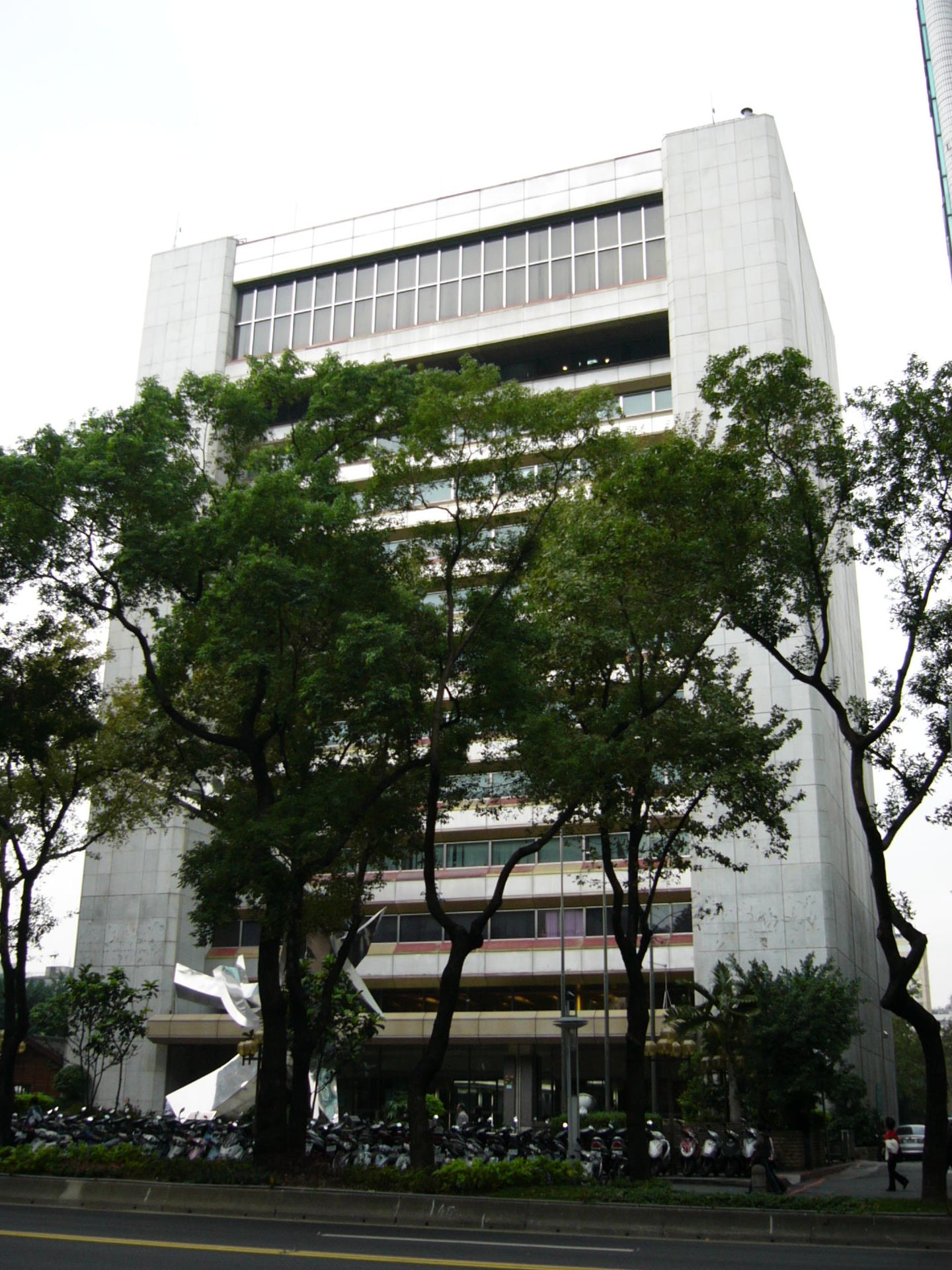
台北富邦銀行中山大樓（原「台北銀行大廈」）

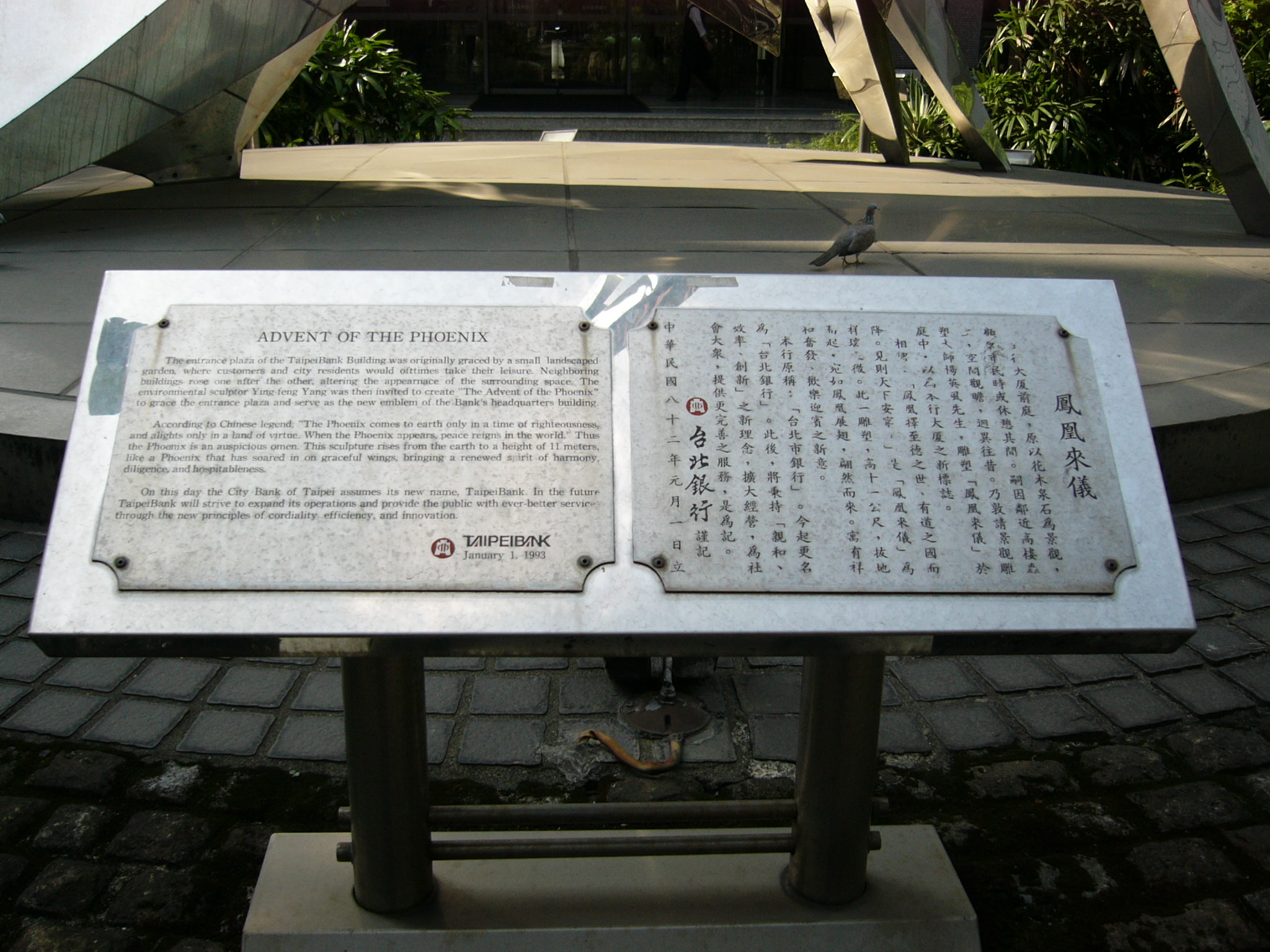
台北富邦銀行中山大樓前面的楊英風雕塑作品「鳳凰來儀」複製品解說牌，設立於1993年1月1日，上有台北銀行中文及英文商標。

### 台北銀行
- 1967年：臺北市升格為直轄市，為了支援市政建設及代理市庫業務等目的，臺北市政府開始籌設市營金融機構。
- 1969年4月21日：台北市銀行正式成立（簡稱市銀；金融代號：012），資本額約新臺幣1億2,000萬圓。當時之業務範圍僅限於臺北市轄區，且未具法人身份。
- 1983年7月4日：台北市銀行總行遷入臺北市中山區中山北路二段50號的台北銀行大廈。
- 1984年7月1日：台北市銀行依照《銀行法》改組為股份有限公司，全名為台北市銀行股份有限公司（英文名稱：City Bank of Taipei），資本額增加至新臺幣三十億圓。
- 1993年1月1日：台北市銀行更名為台北銀行，全名為台北銀行股份有限公司（簡稱北銀，英文名稱：TaipeiBank）。
- 1994年：台北銀行在高雄市設立高雄分行，這是臺北銀行首度跨區設立分行。
- 1995年1月20日：台北銀行獲財政部核准，由區域性銀行改制為全國性銀行。
- 1997年7月23日：台北銀行完成現金增資並於公開發行股票上市，代號5836。
- 1999年11月30日：臺北市政府持有的台北銀行股份降至50%以下，台北銀行在名義上成為民營企業，但臺北市政府仍持有多數股份。
- 2002年：臺北市政府標售其持有之台北銀行股票共9億7,236萬餘股（股權比例約45％），由富邦金控標下。同年12月23日，富邦金控與臺北市政府完成股份轉換作業，富邦金控持有台北銀行百分之百股權，使其成為富邦金控旗下之子公司，並終止股票之公開發行；臺北市政府則轉為持有富邦金控11億5,900萬餘股，佔其股權比例約15％。臺北市政府並與富邦金控約定，非經同意，台北銀行在合併五年之內不得更名。合約遭到輿論強烈質疑，民進黨分別於2004年、2008年、2011年反覆舉發，檢方並未依有疑議之合約規範內容解釋，以查無不法結案。

### 富邦商業銀行
- 1992年4月20日：富邦集團創立富邦商業銀行，全名為富邦商業銀行股份有限公司（Fubon Commercial Bank，簡稱富邦銀行，金融代號：813）。
- 2000年：美國金融巨擘花旗集團宣布與富邦集團策略聯盟，併購下富邦銀行部分股權（後改為富邦金控股權），至2004年底結束。

### 台北富邦商業銀行
- 2005年1月1日：台北銀行股份有限公司與富邦商業銀行股份有限公司合併，為省去台北銀行員工年資結算金，富邦集團設定台北銀行為存續銀行，延續使用台北銀行的金融機構代號012；而富邦銀行為消滅銀行，其金融機構代號813已經停用。經臺北市政府同意，台北銀行更名為台北富邦商業銀行（Taipei Fubon Bank，簡稱富邦銀行，金融代號：012）。
- 2010年：正式括承受2009年標購慶豐銀行於越南河內及胡志明市的兩家分支行。[2]
- 2016年3月：新加坡分行正式開業。[3]
- 2019年1月：宣布參與純網銀LINE Bank籌設案，持股25.1%成為第二大股東及金融業最大股東。
- 2019年9月：印尼雅加達辦事處正式開業。[4]
- 2021年7月：澳洲雪梨辦事處正式開業。[5]
- 2022年11月11日，日盛金控正式併入富邦金控；同月18日，富邦金控董事會通過日盛銀行併入台北富邦銀行，金管會於2023年1月18日核准。[6][7]
- 2023年4月1日，日盛銀行正式併入台北富邦銀行，國內營業據點達179處，海外營業據點達34處。[7][8]

## 組織架構
- 股東會
- 董事會
  - 信託財產評審委員會
  - 審計委員會
  - 總稽核
  - 董事會稽核室
- 董事長
  - 資產負債管理委員會
  - 策略規劃專案委員會
  - 風險管理委員會
  - 人資發展委員會
- 總經理
  - 授信審議委員會
  - 投資審議委員會
  - 資訊及作服發展委員會
  - 人事評議委員會
  - 法人金融總處
    - 企業金融處
    - 商業金融一~三處
    - 營建金融處
    - 公庫處
    - 法金商品處
    - 企業理財處
    - 法金業管部

  - 國際金融總處
    - 海金業務處
    - 金融同業處
    - 香港分行
    - 胡志明市分行
    - 新加坡分行
    - 國金業管部

  - 金融市場總處
    - 金融行銷處
    - 金融交易處
    - 資金暨債券投資管理處
    - 金市商品部
    - 金市企劃部

  - 財富管理總處
    - 分行業務一處
    - 分行業務二處
    - 分行業務三處
    - 分行業務四處
    - 分行業務五處
    - 個人高端客群處
    - 財管客群處
    - 存投商品處
    - 保險商品處
    - 信託業務處
    - 投資研究部
    - 財管營管部

  - 消金暨信用卡總處
    - 消費金融處
    - 新興客群處
    - 信用卡處
    - 消金暨信用卡營管部

  - 數位金融總處
    - 數位金融業務處
    - 數據科學部
    - 數據管理部

  - 作業服務總部
    - 法金作業服務部
    - 金市作業服務部
    - 財管作業服務部
    - 消金作業服務部
    - 客戶服務部

  - 資訊總部
    - 核心商品暨法金資訊部
    - 國際金融資訊部
    - 金融市場資訊部
    - 個金資訊部
    - 數金資訊部
    - 後勤資訊部
    - 資訊基礎服務部
    - 數位科技研發部
    - 資訊服務營管部

  - 風控總部
    - 法金授管部
    - 個金授管部
    - 債權管理部
    - 風險管理部
    - 金融安全部

  - 財會總部
    - 會計部
    - 績效管理部
    - 企劃部

  - 行政總部
    - 人力資源部
    - 法律事務部
    - 總務行政部
    - 品牌永續部

  - 總機構法令遵循主管
    - 法令遵循部

  - 資安長
    - 資訊安全管理部

  - 採購營繕支援部
  - 人資規劃部

## 外部連結
- 官方网站
- 富邦 FUBON的Facebook專頁
- YouTube上的富邦 FUBON頻道